# Cymothoa gadorum
Cymothoa gadorum là một loài chân đều trong họ Cymothoidae. Loài này được Brocchi miêu tả khoa học năm 1875.